# گوشوارک‌سانان
گوشوارک‌سانان (نام علمی: Celastrales) نام یک راسته از رده دولپه‌ای‌ها است.